# Torre del Rebollar
La torre del Rebollar, también conocida como torre de la Cueva, es una estructura defensiva de alrededor del siglo XIV entre los municipios cántabros de Arnuero e Isla (España). Forma junto a la torre de Venero y de Cabrahigo el conjunto de atalayas del bajo medievo en la costa central de Cantabria. Desde el 4 de febrero de 1992 es un Bien de interés cultural bajo identificación RI-51-0007160.

## Arquitectura
Alzada sobre un cerro de caliza, posee una planta rectangular —de unos once metros por nueve— y cuatro pisos que alcanzan los doce metros de altura. Un conjunto de gárgolas y almenas cuadrangulares rematan la estructura. Está recubierta de mampostería, a excepción de las esquinas y los vanos, que son de sillería. Su fachada principal, la este, presenta un portal bajo un arco de medio punto, flanqueado a su diestra por un escudo heráldico de Isla. La primera planta posee un vano rectangular (que no es original) y una tronera. El segundo presenta dos ventanas con arco ojival y en el resto hay algunas con arcos apuntados. El acceso al edificio es desde una escalinata.

## Historia
La torre se construyó hacia el siglo XIV, rodeada de bosques de robles y encinas. Pertenecía a la familia de los Isla, que a su vez poseían la torre de Novales y la de Cabralugo, en el barrio de Gracedo. Fue propiedad de García Sánchez del Castillo, quien a su vez participó en las guerras de bandos de finales del siglo XIV. En la actual Cantabria se enfrentaron dos bandos, Giles y Negretes, y Sánchez del Castillo tomó parte del primero. A lo largo de su historia, cuando un enemigo amenazaba el territorio, una de las torres de Isla lanzaba avisos mediante humo, fuego o destellos para alertar del peligro y avisar a las atalayas aledañas. En la actualidad, la torre se sitúa en el camino que une el barrio de los Corrales con el de Argatojo, en una zona dominada por mieses.